# 新伊勢崎站
新伊勢崎站（日语：／ Shin-isesaki eki */?）是一個位於群馬縣伊勢崎市中央町，屬於東武鐵道伊勢崎線的鐵路車站。車站編號是TI 24。

## 歷史
- 1910年（明治43年）
  - 3月27日 - 東武伊勢崎線太田站 - 本站開通。本站開業[4][5]。
  - 7月13日 - 東武伊勢崎線本站 - 伊勢崎站通車[4][5]。
- 1927年（昭和2年）10月1日 - 東武伊勢崎線館林站 - 伊勢崎站間電氣化[4]。
- 2006年（平成18年）3月18日 - 太田 - 伊勢崎間開始單人運轉[6]。直通淺草的列車僅剩特急「兩毛（日语：りょうもう）」每日1班次往返。
- 2012年（平成24年）4月2日 - 決定新站房設計[7]。
- 2013年（平成25年）
  - 10月19日 - 高架化工程完工，新站房啟用[2][8]。

## 車站結構
伊勢崎市今泉町 - 伊勢崎駅間2.2km的交通立體化工程於2013年（平成25年）10月19日完工，本站成為高架車站。
高架化後，月台構造成為長130公尺的2面2線側式月台。
站內設有兩座電梯與多功能廁所。
高架車站啟用後，除了拆除臨時站房，西口也整備成站前廣場。但東口側未有站前廣場整備計畫。

### 月台配置
| 月台 | 路線     | 方向 | 目的地                                                         |
| ---- | -------- | ---- | -------------------------------------------------------------- |
| 1    | 伊勢崎線 | 下行 | 伊勢崎方向                                                     |
| 2    | 伊勢崎線 | 上行 | 太田、足利市、館林、 東武晴空塔線 北千住、東京晴空塔、淺草方向 |

## 使用情況
2018年度一日平均上下車人次為1,314人。
近年一日平均上下車人次的推移如下表｡
| 年度               | 一日平均 上下車人次 |
| ------------------ | ------------------- |
| 2003年（平成15年） | 1,250               |
| 2004年（平成16年） | 1,257               |
| 2005年（平成17年） | 1,271               |
| 2006年（平成18年） | 1,288               |
| 2007年（平成19年） | 1,286               |
| 2008年（平成20年） | 1,392               |
| 2009年（平成21年） | 1,377               |
| 2010年（平成22年） | 1,337               |
| 2011年（平成23年） | 1,256               |
| 2012年（平成24年） | 1,239               |
| 2013年（平成25年） | 1,315               |
| 2014年（平成26年） | 1,284               |
| 2015年（平成27年） | 1,315               |
| 2016年（平成28年） | 1,250               |
| 2017年（平成29年） | 1,283               |
| 2018年（平成29年） | 1,314               |

## 車站周邊
- Beisia（日语：ベイシア） IS伊勢崎店 - 1989年（平成1年）4月開業[17]、店鋪面積約11,131m2[17]（直營約8,749m2[17]）、樓板面積約21,031m2[17]
- I･O信用金庫（日语：アイオー信用金庫）本店
- 赤城信用組合（日语：あかぎ信用組合）伊勢崎營業部
- NTT（日语：NTT東日本）伊勢崎大樓
- 伊勢崎市役所
- 伊勢崎市福祉廣場
- 伊勢崎市南公民館
- 伊勢崎中央町郵便局
- 伊勢崎神社（日语：伊勢崎神社）
- 伊勢崎市立南小學校（日语：伊勢崎市立南小学校）
- 群馬縣立伊勢崎工業高等學校（日语：群馬県立伊勢崎工業高等学校）
- 群馬縣立伊勢崎清明高等學校（日语：群馬県立伊勢崎清明高等学校）

### 巴士
本站可搭乘社區巴士「青空」的宮鄉·名和連絡巴士。

## 相鄰車站
東武鐵道
 伊勢崎線
- ■特急「兩毛」停車站

■普通
剛志（TI 23）－新伊勢崎（TI 24）－伊勢崎（TI 25）

## 外部連結
- 新伊勢崎（車站資訊） - 東武鐵道